# 기이나가시마역
기이나가시마역(일본어: 紀伊長島駅)은 일본 미에현 기타무로군 기호쿠정에 있는 도카이 여객철도 기세이 본선의 역이다. 단선 · 섬식의 형태를 합친 복합 구조의 지상역이다.

## 타는 곳
| 1 | ■ 기세이 본선 | 상행 | 마쓰사카 · 나고야 방면 | 특급 '난키'를 포함       |
| 2 | ■ 기세이 본선 | 하행 | 오와세 · 신구 방면     | 특급 '난키'를 포함       |
| 3 | ■ 기세이 본선 | 하행 | 오와세 · 신구 방면     | 대피 · 시발 등 일부 열차 |
| 3 | ■ 기세이 본선 | 상행 | 마쓰사카 · 나고야 방면 | 이 역 시발만             |

## 이용 현황
| 연도     | 하루 평균 승차 인원 | 연도     | 하루 평균 승차 인원 |
| 1998년도 | 355                 | 2005년도 | 322                 |
| 1999년도 | 362                 | 2006년도 | 295                 |
| 2000년도 | 360                 | 2007년도 | 279                 |
| 2001년도 | 333                 | 2008년도 | 264                 |
| 2002년도 | 314                 | 2009년도 | 265                 |
| 2003년도 | 322                 | 2010년도 | 264                 |
| 2004년도 | 335                 |          |                     |
| -------- | ------------------- | -------- | ------------------- |

## 역 주변
- 아리쿠지 온천
- 미에키호쿠 소방조합 기이나가시마 소방서

## 인접 정차역
| 도카이 여객철도 기세이 본선 | 도카이 여객철도 기세이 본선 | 도카이 여객철도 기세이 본선 |
| --------------------------- | --------------------------- | --------------------------- |
| 우메가다니 가메야마 방면    | ■ 기세이 본선               | 미노세 신구 방면            |